# Temporada 1984-1985 del FC Barcelona (femení)

## Desenvolupament de la temporada
Les jugadores queden primeres classificades en el grup II i a la segona fase queden en 3a posició a la Lliga Catalana. En canvi la Copa Generalitat és guanyada per 1 a 0 al FF Vallès Occidental i es converteix en el primer títol oficial de la història de l'equip.

## Jugadores i cos tècnic

### Plantilla 1984-85
La plantilla i el cos tècnic del primer equip per a l'actual temporada (manca informació) són els següents:
| N. | Pos. | Nac. | Jugador                   |
| -- | ---- | --- | ------------------------- |
| —  | POR  | [[Fitxer:Flag placeholder.svg\|23x15px\| \|alt=\|link=Selecció de futbol\|{{#if:\|]]                              | Montse Guimerà            |
| —  | DEF  | [[Fitxer:Flag of Catalonia.svg\|23x15px\|border \|alt=Catalunya\|link=Selecció de futbol de Catalunya\|{{#if:\|]] | Marta Mestres             |
| —  | DEF  | [[Fitxer:Flag of Catalonia.svg\|23x15px\|border \|alt=Catalunya\|link=Selecció de futbol de Catalunya\|{{#if:\|]] | Enriqueta Pulido          |
| —  | DEF  | [[Fitxer:Flag of Catalonia.svg\|23x15px\|border \|alt=Catalunya\|link=Selecció de futbol de Catalunya\|{{#if:\|]] | Maria Ángeles Navas       |
| —  | DEF  | [[Fitxer:Flag of Catalonia.svg\|23x15px\|border \|alt=Catalunya\|link=Selecció de futbol de Catalunya\|{{#if:\|]] | Montse Bonachera          |
| —  | DEF  | [[Fitxer:Flag of Catalonia.svg\|23x15px\|border \|alt=Catalunya\|link=Selecció de futbol de Catalunya\|{{#if:\|]] | Lucía Herrero Baldoví     |
| —  | MIG  | [[Fitxer:Flag of Andalucía.svg\|23x15px\|border \|alt=Andalusia\|link=Selecció de futbol d'Andalusia\|{{#if:\|]]  | Encarnación Portillo Brea |
| —  | DAV  | [[Fitxer:Flag of Catalonia.svg\|23x15px\|border \|alt=Catalunya\|link=Selecció de futbol de Catalunya\|{{#if:\|]] | Emilia Ibáñez             |

| N. | Pos. | Nac. | Jugador                  |
| -- | ---- | --- | ------------------------ |
| —  | DAV  | [[Fitxer:Flag of Andalucía.svg\|23x15px\|border \|alt=Andalusia\|link=Selecció de futbol d'Andalusia\|{{#if:\|]] | Lucía Ruiz               |
| —  | DAV  | [[Fitxer:Flag of Andalucía.svg\|23x15px\|border \|alt=Andalusia\|link=Selecció de futbol d'Andalusia\|{{#if:\|]] | Inmaculada Romero Mármol |
| —  |      | [[Fitxer:Flag placeholder.svg\|23x15px\| \|alt=\|link=Selecció de futbol\|{{#if:\|]]                             | Pilar Moreno             |
| —  |      | [[Fitxer:Flag placeholder.svg\|23x15px\| \|alt=\|link=Selecció de futbol\|{{#if:\|]]                             | Núria Rabanal            |
| —  |      | [[Fitxer:Flag placeholder.svg\|23x15px\| \|alt=\|link=Selecció de futbol\|{{#if:\|]]                             | Joana Bernabéu           |
| —  |      | [[Fitxer:Flag placeholder.svg\|23x15px\| \|alt=\|link=Selecció de futbol\|{{#if:\|]]                             | Concha Capilla           |
| —  |      | [[Fitxer:Flag placeholder.svg\|23x15px\| \|alt=\|link=Selecció de futbol\|{{#if:\|]]                             | M. Vandellós             |

### Cos tècnic 1984-85
- Entrenador: Luis Vega

## Partits

### Lliga catalana
| (1 Octubre?) 1984 | Cosmos | v | Club Femení Barcelona |  |  |
| Jornada 1         |        |   |                       |  |  |

| (7?) Octubre 1984 | Club Femení Barcelona | 22–0 | Pla d'en Boet |  |  |
| Jornada 2         |                       |      |               |  |  |

| (14?) Octubre 1984 | Balaguer | 0–14 | Club Femení Barcelona |  |  |
| Jornada 3          |          |      |                       |  |  |

| (21?) Octubre 1984 | Club Femení Barcelona | 9–1 | CF Sant Adrià |  |  |
| Jornada 4          |                       |     |               |  |  |

| (28?) Octubre 1984 | Club Femení Barcelona | 6–1 | Centre d'Esports Sabadell Futbol Club (femení) |  |  |
| Jornada 5          |                       |     |                                                |  |  |

| (3?) Novembre 1984 | FF Catalunya | v | Club Femení Barcelona |  |  |
| Jornada 6          |              |   |                       |  |  |

| (11?) Novembre 1984 | Club Femení Barcelona | 3–0 | FF Athenas |  |  |
| Jornada 7           |                       |     |            |  |  |

| (17?) Novembre 1984 | Club Femení Barcelona | 11–0 | Cosmos |  |  |
| Jornada 8           |                       |      |        |  |  |

| (25?) Novembre 1984 | Pla d'en Boet | 0–22 | Club Femení Barcelona |  |  |
| Jornada 9           |               |      |                       |  |  |

| (2?) Desembre 1984 | Club Femení Barcelona | 16–0 | Balaguer |  |  |
| Jornada 10         |                       |      |          |  |  |

| (9?) Desembre 1984 | Sant Adrià | 3–3 | Club Femení Barcelona |  |  |
| Jornada 11         |            |     |                       |  |  |

| (16?) Desembre 1984 | Centre d'Esports Sabadell Futbol Club (femení) | 0–2 | Club Femení Barcelona |  |  |
| Jornada 12          |                                                |     |                       |  |  |

| (23?) Desembre 1984 | Club Femení Barcelona | 4–2 | FF Catalunya |  |  |
| Jornada 13          |                       |     |              |  |  |

| 30 Desembre 1984 | FF Athenas | 2–4 | Club Femení Barcelona |  |  |
| Jornada 14       |            |     |                       |  |  |

#### Segona fase
| 13 gener - 24/31 Març 1985 | FF Catalunya | v | Club Femení Barcelona |  |  |
| Jornada 1                  |              |   |                       |  |  |

| 20 Gener 1985 | Club Femení Barcelona | 3–2 | FF Vallès Occidental |  |  |
| Jornada 2     |                       |     |                      |  |  |

| (27?) Gener 1985 | Club Femení Barcelona | v | Reial Club Deportiu Espanyol (femení) |  |  |
| Jornada 3        |                       |   |                                       |  |  |

| 3 Febrer 1985 | Penya Barcelonista Barcilona | 3–1 | Club Femení Barcelona |  |  |
| Jornada 4     |                              |     |                       |  |  |

| 10 Febrer 1985 | Club Femení Barcelona | 4–2 | Sant Adrià |  |  |
| Jornada 5      |                       |     |            |  |  |

| 17 Febrer 1985 | Club Femení Barcelona | 2–4 | FF Catalunya |  |  |
| Jornada 6      |                       |     |              |  |  |

| Febrer 1985 | FF Vallès Occidental | v | Club Femení Barcelona |  |  |
| Jornada 7   |                      |   |                       |  |  |

| 3 Març - 31 Març 1985 | Reial Club Deportiu Espanyol (femení) | 4–4   | Club Femení Barcelona |  |  |
| Jornada 8             |                                       | [ 3 ] |                       |  |  |

| Març 1985 | Club Femení Barcelona | v | Penya Barcelonista Barcilona |  |  |
| Jornada 9 |                       |   |                              |  |  |

| Març 1985  | Sant Adrià | v | Club Femení Barcelona |  |  |
| Jornada 10 |            |   |                       |  |  |

### Copa Generalitat
| 14 Abril 1985    | Balaguer | 1–12 | Club Femení Barcelona | Balaguer |  |
| 16:30 1/16 anada |          |      |                       |          |  |

| 20 Abril 1985      | Club Femení Barcelona | 0–1 | Balaguer | Barcelona        |  |
| 19:30 1/16 tornada |                       |     |          | Zona Esportiva · |  |

| 27 Abril 1985   | Club Femení Barcelona | 3–2 | Centre d'Esports Sabadell Futbol Club (femení) | Barcelona        |  |
| 19:30 1/4 anada |                       |     |                                                | Zona Esportiva · |  |

| 5 Maig 1985       | Sabadell | v | Club Femení Barcelona | Centre d'Esports Sabadell Futbol Club (femení) |  |
| 13:00 1/4 tornada |          |   |                       | Camp Marinals ·                                |  |

|                  | Penya Barcelonista Barcilona | 2–2 | Club Femení Barcelona |  |  |
| Semifinals anada |                              |     |                       |  |  |

| 27 Maig 1985             | Club Femení Barcelona | Victòria als penals | Penya Barcelonista Barcilona |  |  |
| 12:00 Semifinals tornada |                       |                     |                              |  |  |

| 29 Juny 1985 | Club Femení Barcelona | 1–0 | FF Vallès Occidental | Badalona   |  |
| 19:00 Final  | Emilia Ibáñez (30')   |     |                      | Esquerdo · |  |

### Amistosos
| 26 Desembre 1984           | Club Femení Barcelona | 1–0 | Reial Club Deportiu Espanyol (femení) |  |  |
| Tradicional Derbi de Nadal |                       |     |                                       |  |  |

| 1 Maig 1985 | Selecció Catalana | 1–2 | Club Femení Barcelona        | Sallent           |  |
|             | Reyes             |     | Nuria Pascual, Emilia Ibáñez | 800 espectadors · |  |